# Табасараны
Табасара́ны, табасаранцы (таб. табасаранар , лезг. табасаранар) — один из малочисленных лезгинских народов, исторически одна из этнографических групп лезгин, проживающая на юго-востоке Дагестана. Коренной народ южного Дагестана.
Основной территорией расселения является юго-восточный склон Большого Кавказского хребта. Большая часть табасаранов проживает в Табасаранском (бассейн реки Рубас), Хивском (бассейн реки Чирахчай) и Дербентском районах Дагестана; городское население сосредоточено главным образом в Дербенте, городах Дагестанские Огни, Каспийск и Махачкала. Небольшое число табасаранов имеется во всех регионах Северного Кавказа. В местах компактного проживания табасараны соседствуют с даргиноязычными кайтагцами, на северо-западе и юге — с агулами и лезгинами, на юго-востоке — с иранозычными татами, а на востоке — с тюркоязычными азербайджанцами.
Табасаранцы, как и другие народности лезгинской группы, в этнокультурном отношении близки другим народам Дагестана. Предки этих народностей исторически входили в состав многоплемённого государственного объединения — Кавказской Албании, и были известны под общим именем «леков», «албанов» и «лезгинов».

## Этимология
Этнонимм табасаран в прошлом не был самоназванием отдельной дагестанской народности. Первоначально он обозначал всех жителей Кайтаго-Табасаранского округа и части Кюринского округа (включая другие лезгинские народы, а также дербентских азербайджанцев и татов), затем он стал употребляться современными табасаранами как самоназвание уже отдельного народа; до этого же горцы назвали себя по сёлам, а свой язык — ихь чlал «наша речь» (за пределами своего языка — лезги дили).

П. К. Услар пишет: 
«Табасарань есть название, под которое племя это известно в Дагестане и которое понятно каждому.
Так обыкновенно сами себя называют табасаранцы в общении со своими иноязычными соседями».
 Далее Услар утверждает, что это название не кавказского происхождения. Он пишет:
«Весьма явственно слышится, что название это не есть горское кавказское». Всему вероятнее можно ему приписать иранское происхождение.
 По поводу иранского происхождение названия Услар пишет следующее:
Впрочем, некоторые туземные ученые полагают, что Табасарань есть измененный Табаристан, как некогда назывался край, потому что Ануширван поселил в нем много табасаранцев (имеется виду выходцев из Табаристана). Быть может это справедливо, потому что и теперь ещё в крае находится много селений, жители которых говорят по-татски, то есть на одном из иранских наречий
В продолжении Услар утверждает, что сами себя табасаранцы называют по имени своего аула. Так, например, южные табасаранцы называют себя калукар, нитрикар, этегар и т. д., северные — гуннар, чиркулар, хурикар и т. д.
В. Ф. Минорский также считает, что название нынешних табасаранцев является иранской терминологией.
Ещё в 1930-е годы А. Н. Генко писал, что «табасаранский язык почти никогда местными жителями в бытовом обиходе табасаранским не назывался», а «термин „табасаран“ (варианты произношения — таппасаран, таппарасан) [был] ограничен сферой административного и книжно-литературного употребления».
Известно также название къабгъан(ар), о котором Генко писал:

«Изредка, в сношениях с лезгинами, он именуется къабгъан (гъамгъам) чӀал, то есть „кабганский“ язык (къабгъан — по происхождению очень древний этнический термин, в настоящее время известен преимущественно в лезгинской среде как специально лезгинское название табасаран …).»
В литературе упоминается о прежнем племенном делении табасаранов на гум-гум и капган.
В прошлом южные дагестанцы были известны как лезгины. Русские также изначально все народности южного Дагестана называли лезгинами.
В архивном документе 1888 года, горцы Южного Дагестана (а точнее, Самурский, Кюринский и Кайтаго-Табасаранский округа Дагестанской области) отмечены как лезгины, но со своими языками и наречиями, при том лезгинами с лезгинским языком отмечены конкретно горцы бывших вольных обществ Самурской долины — Ахтыпара, Алтыпара и Докузпара, а современные табасаранцы названы лезгинами, часть с табасаранским языком и часть со старо-табасаранским наречием «гум-гум».
Наименование табасаран в соседних языках:
- по-лезгински — къабгъанар;
- по-агульски — уханар;
- по-азербайджански — табасаранлылар;
- по-кайтагски — шилан.

## Численность и расселение

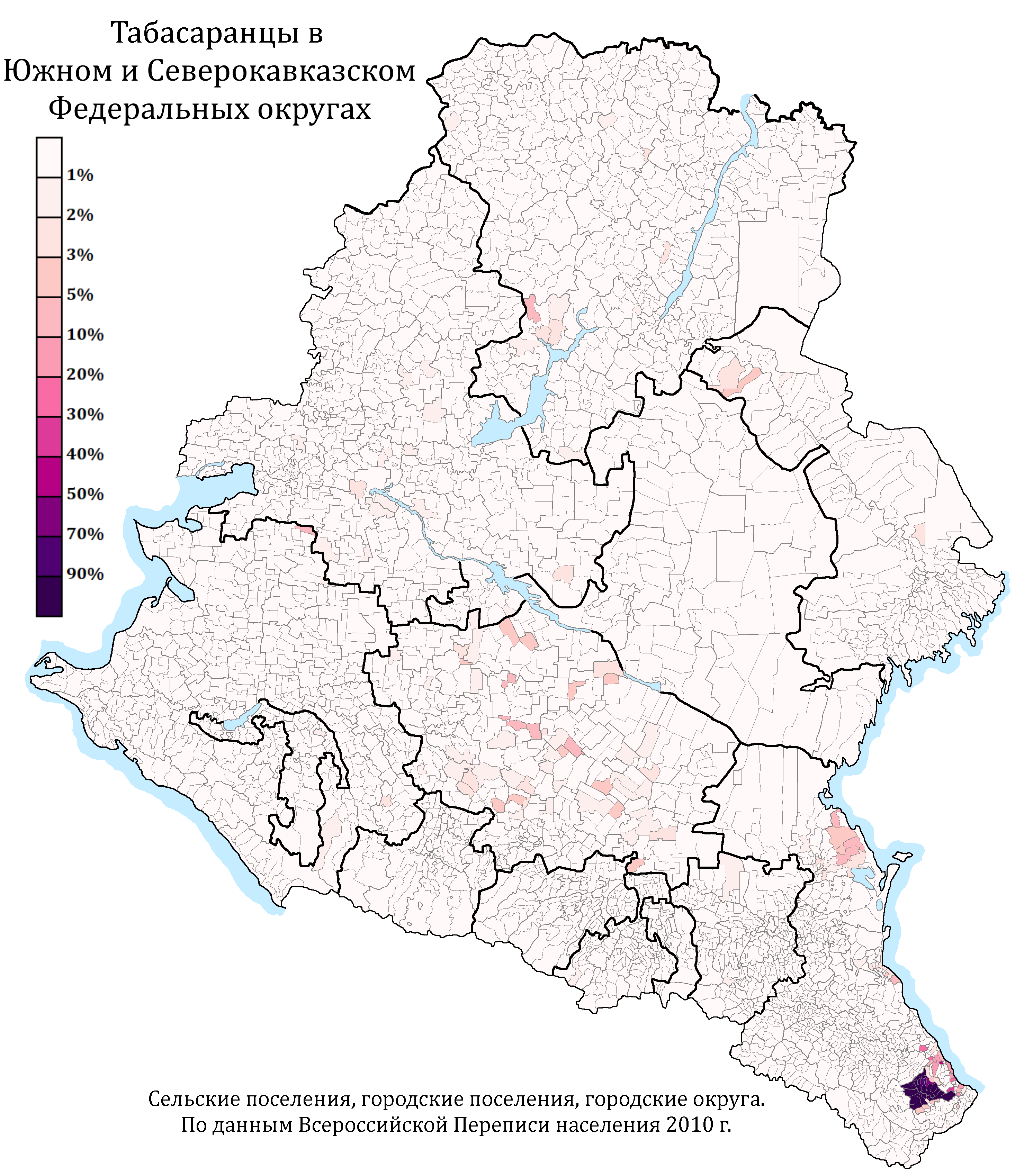
Расселение табасаран в ЮФО и СКФО по городским и сельским поселениям в %, перепись 2010 г.

По данным 2010 года, численность табасаран в России составляет приблизительно 147 000 человек.
Согласно Энциклопедическому словарю Брокгауза и Ефрона, в конце XIX — начале XX веков в Дагестане проживало 14 463 табасарана. По данным на 1886 год, в Кайтаго-Табасаранском округе насчитывалось 13 270 табасаран, а в Кюринском округе, по данным на 1894 год, их было 35 948.
По данным переписи 1970 года, табасаранов в СССР насчитывалось 55,2 тыс..
По данным всероссийской переписи 2002 года, табасаран насчитывалось 131 785 человек, из которых 53,6 тыс. (40,7 %) проживали в городах, а оставшиеся 78,2 тыс. — в сельской местности (59,3 %). В 2002 году в Дагестане проживало более 110 тыс. табасаран (4,3 % населения республики), преимущественно в Хивском (58,5 % населения района), Табасаранском (79,7 %), Дербентском (10,7 %) и Каякентском районах (1,7 %); городах Дербент (15,4 %), Каспийск (5,2 %), Дагестанские Огни (35,5 %), Кизляр (2 %), Махачкала (2 %).
В советское время часть табасаранов переселилась с гор на равнину Табасаранского и Дербентского районов, а также в города республики.
Численность по субъектам РФ
| Субъект РФ                                                      | 2002(*)     | 2010        | 2021        |
| Субъект РФ                                                      | Численность | Численность | Численность |
| --------------------------------------------------------------- | ----------- | ----------- | ----------- |
| Дагестан                                                        | 110 152     | 118 847     | 126 319     |
| Ставропольский край                                             | 5 477       | 6 951       | 6 765       |
| Чечня                                                           | 128         | 1 656       | 1 984       |
| Ростовская область                                              | 2 231       | 2 481       | 1 812       |
| Краснодарский край                                              | 1 331       | 1 651       | 1 170       |
| показаны субъекты c численностью табасаранов более 1000 человек |             |             |             |

Доля табасаранов по районам и городам Дагестана
| Муниципальный район, городской округ (г/о) | Проживает табасаранов (чел.) | Процент по отношению к населению района, г/о |
| ------------------------------------------ | ---------------------------- | -------------------------------------------- |
| Табасаранский район                        | 41 813                       | 79,06 %                                      |
| Хивский район                              | 13 521                       | 59,42 %                                      |
| Дербентский район                          | 9807                         | 9,90 %                                       |
| Каякентский район                          | 941                          | 1,74 %                                       |
| Кизлярский район                           | 1032                         | 1,53 %                                       |
| г/о Дербент                                | 18 839                       | 15,8 %                                       |
| г/о Дагестанские Огни                      | 12 901                       | 46,20 %                                      |
| г/о Махачкала                              | 14 086                       | 2,02 %                                       |
| г/о Каспийск                               | 5419                         | 5,41 %                                       |
| г/о Кизляр                                 | 821                          | 1,67 %                                       |
| г/о Избербаш                               | 466                          | 0,84 %                                       |
| В общем по республике:                     | 118 848 чел.                 |                                              |

Соседи табасаранов на севере — кайтаги (даргинцы), на юге — лезгины, на западе — агулы.
Часть табасаранского населения (селения: Ерси, Зиль, Гемейди, Мугарты, Дарваг и др.) ассимилировалось с азербайджанцами и утратила свой родной язык и говорит на азербайджанском.

## Язык
По переписи 2021 года табасаранским языком владеют 87 214 человек, из них 75 079 — в Дагестане. Исторически табасаранский язык был близок другим языкам нахско-дагестанской семьи языков, однако в 1876 году многие табасаранцы уже переходили с табасаранского на азербайджанский в качестве своего первого языка. Сегодня же наблюдается тенденция снижения знания родного языка среди табасаран, которые начали в качестве первого языка использовать русский язык.
Литературный табасаранский язык сложился на основе нитрикского говора южного диалекта. Наиболее близкий к табасаранскому — агульский язык. А. М. Дирр, опубликовавший в начале XX в. отдельную статью о табасаранском языке, пришёл к следующему выводу:

«Табасаранский язык представляет собой язык с несомненно дагестанской грамматикой, но его лексикологический материал значительно обеднел: табасаранский лексикон изобилует персидскими, турецко-татарскими и арабскими словами. Большинство этих слов проникло в табасаранский язык посредством татарского языка, влияние которого, однако, обнаруживается не только в словаре, но также и в грамматике».

В Энциклопедическом словаре Брокгауза и Ефрона, изданном в 1890—1907 гг., читаем:

К таким же малоисследованным языкам вост.-горской группы принадлежит табасаранский, распространённый в южн. Дагестане, в бассейне р. Рубаса. На севере язык этот соприкасается с кайтагскими наречиями, на юге — с кюринскими, с запада к нему примыкает агульский язык (сродный, по показанию одних, с табасаранским, по показанию других — с кюринским), а на востоке область его отделяется от Каспийского моря прибрежной полосой, занятой тюркскими племенами. Вследствие близкого соседства и постоянных сношений с последними, табасараны усвоили себе их азербайджанское наречие и забывают понемногу свой родной язык. Исследование табасаранского языка было последним трудом бар. П. К. Услара, который не успел при жизни окончательно его обработать грамматически. Труд Услара продолжал Л. П. Загурский, но также не успел довести его до конца.

В современном табасаранском языке различают два диалекта, южный и северный, каждый из которых объединяет группу говоров. В основу литературного табасаранского языка положена фонетическая и грамматическая система нитрихского диалекта. В лексике имеется довольно значительный пласт заимствований. Из персидского языка заимствована преимущественно древняя военная, бытовая и ремесленная терминология; из арабского — религиозные, научные и философские термины; из русского (или из европейских языков через русский) — современная научно-техническая и общественно-политическая терминология. Имеется также немалое количество заимствований из азербайджанского языка. В их число входят как существительные, так и многие сложные глаголы. Советский языковед А. А. Магометов также сообщал о влиянии азербайджанского языка на табасаранский: «Влияние испытал и табасаранский язык. Прежде всего оно сказывается на лексическом составе языка, который содержит большее число слов, проникших в табасаранский через азербайджанский язык… Заимствованные слова порой могут вытеснить и собственно табасаранские слова».
Письменность — на основе русского алфавита. В 1932 году начала выходить газета на табасаранском языке «Уьру Табасаран» («Красный Табасаран»), являвшаяся органом Табасаранского райкома партии.
Табасаранский язык занесён в Книгу рекордов Гиннесса как один из самых сложных языков мира (в этом языке 48 падежей существительного).

## Генетика
Согласно генетическим исследованием к. б. н. Б. Юнусбаева, табасаранцы являются носителями следующих гаплогрупп:
- J1 — 49 %;
- R1b — 40 %;
- С — 7 %;
- J2 — 2 %;
- R1a — 2 %.

## Происхождение и история

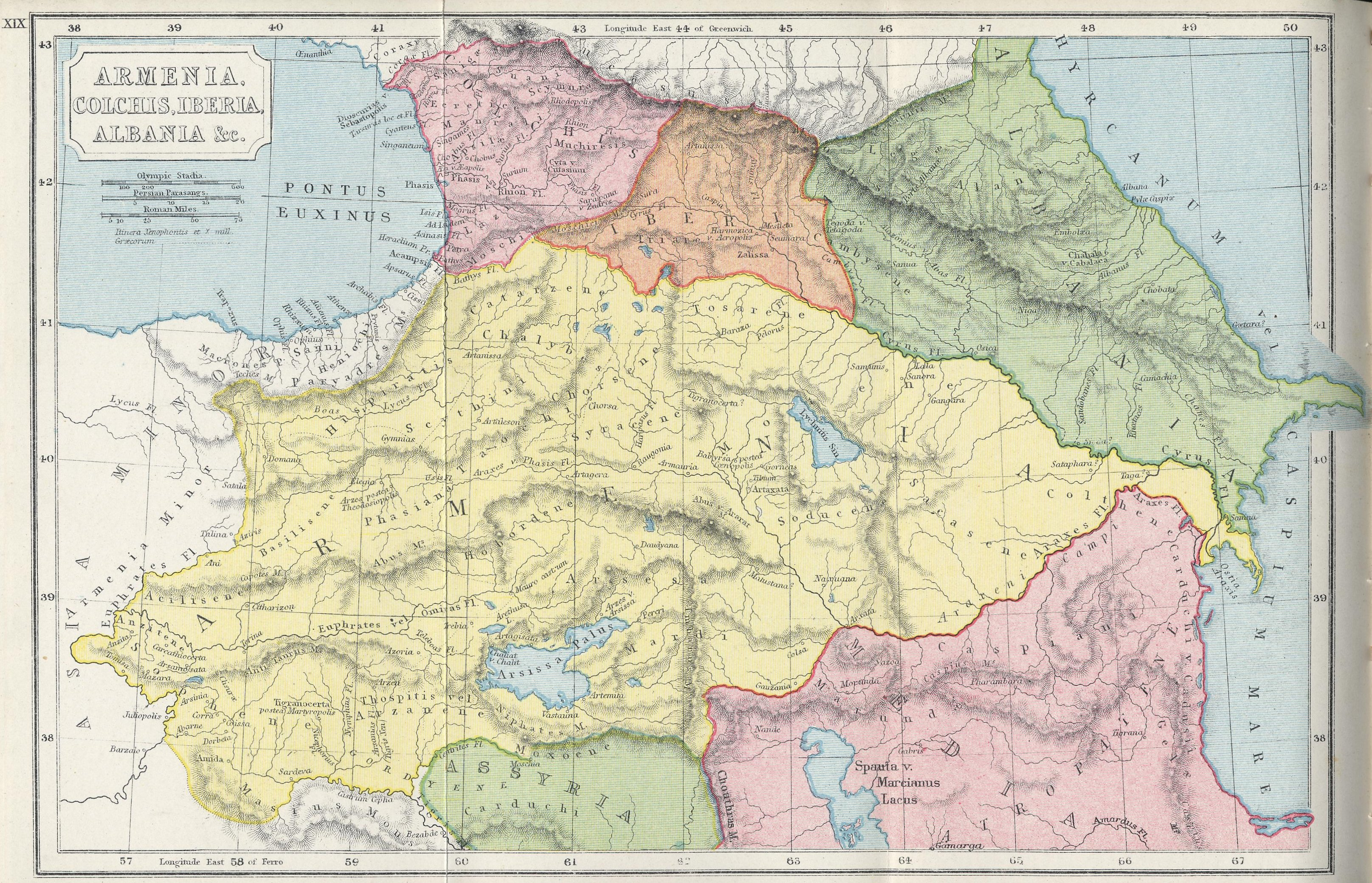
Кавказская Албания (зелёным) в начале н. э. Из «Атласа классической и античной географии» Самуэля Батлера, XIX век.

На территории современного северо-восточного Азербайджана и южного Дагестана со II—I в. до н. э. и до IV века существовало античное государство Кавказская Албания. Это государство представляло собой племенной союз 26 разноязычных племён и народностей, среди которых были и предки табасаран — таваспары. Первые письменные свидетельства о народе «таваспары» относятся к V в. и принадлежат перу армянских историков Егише (гл. 6) и Фавстоса Бузанда (кн. III, гл. 7). О таваспарах упоминает также «Армянская география» VII века.

### Табасаранское майсумство (княжество)
В результате Арабского вторжения в Дагестан территория Табасарана стала частью Арабского халифата, а после его распада — частью Ширвана. В 917 году Табасараном стал править Мухаммад Майсум из арабской династии Мазьядидов. После этого правители Табасарана стали называться «майсумами». Главным врагом Майсумства был Дербентский эмират. В 944—956 гг. там смог утвердиться брат Мухаммада Ахмад. В 948 году Мухаммад стал Ширваншахом и передал управление Табасараном в руки своего сына Хайсаму. Его сменил брат Ахмад, после которого управление Табасараном унаследовал его сын Хайсам II (981—1025). К началу XII века Табасаранское майсумство распадается на 24 удела. Во главе каждого уезда стоял местный сарханг («военачальник»). Во второй половине XV века в завещании Андуник-нуцала Булач-нуцалу говорится о том, что у табасарана было 70 тысяч войнов.

### Табасаранское кадийство
В Южном Дагестане Табасаранское майсумство оставалось крупным феодальным владением. В 1570-х гг. вспыхивает междоусобица между представителями династии Майсумства: погибла значительная их часть, а уцелевшие, оставив Хучни, перенесли свою резиденцию в Джараг, где они стали более уязвимыми для удара с плоскости и из Дербента. В Хучни же к власти пришли Кадии Табасарана. В конце XVI века Табасаран переживает время боевых действий между Турцией и Ираном. На территории Кадиев Табасарана к началу XVII века здешние общинные союзы не признавали их власть.

### Кайтаго-Табасаранский округ
В 1860 году вместо прежних владений были организованы округа. Кайтаго-Табасаранский округ был образован из территории Кайтагского уцмийства и Табасарана.
Округ делился на наибства, которые в 1899 году были преобразованы в участки. Участки подразделялись на общества.
В 1895 году в уезде было 4 наибства: Каракайтагское (центр — с. Джибагни), Нижне-Кайтагское (центр — с. Каякент), Северо-Табасаранское (центр — с. Ерси), Уркарахское (центр — с. Уркарах).
К 1926 году округ делился на 3 участка: Верхне-Табасаранский (центр — с. Хучни), Дахадаевский (центр — с. Маджалис), Сафаровский (центр — с. Джалал-Кент).

## Культура и традиции
Общественная жизнь табасаранов регулировалась феодально-патриархальными институтами. Семейные обряды во многом близки обрядам других народов Дагестана. Широко распространены обычаи гостеприимства и уважения старших. Свадьбе предшествовали сватовство и сговор (существовал и обычай обручения малолетних), в ней принимали участие родственники и односельчане, сопровождалась танцами, песнями и скачками.
Основные занятия — земледелие (в некоторых местах и садоводство) и скотоводство. Важная традиционная отрасль хозяйства — производство ковров, развита также резьба по дереву и камню.
Некогда у табасаран были развиты ковроткачество, обработка дерева, гончарное искусство, узорное ткачество, резьба по дереву и камню, кузнечное дело, шерстяное, бумажное, льняное ткачество, валяние шерсти, выделка кожи, изготовление узорчатых носков. Ныне из ремесел сохраняются производство ковров и ковровых изделий, деревянной утвари.

### Кухня
Традиционная пища табасаранов — растительная и мясо-молочная. Основное блюдо — хинкал — вид галушек, которые едят с мясом, мацони, соусом из слив с чесноком и толчеными орехами. Готовят пироги с начинкой из дикорастущих трав, творога, яиц. Мясо едят в варёном и в жареном виде. Готовят голубцы, пельмени, плов. Молочные продукты: свежее и кислое молоко, творог, сметана, масло. Хлеб (лепешки) чаще пресный, реже на закваске. Основные напитки — айран, чай, квас.

### Одежда

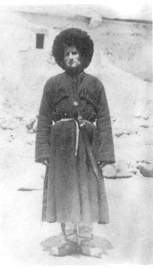
Табасаранец

Традиционный мужской костюм общедагестанского типа — нательная рубаха, штаны, бешмет, черкеска, бурка, овчинные шубы и папахи; обувь — низкая кожаная — дирих с суконными или войлочными ноговицами, вязаными шерстяными носками, мягкие кожаные сапоги, башмаки без задников на деревянной подошве. Украшением мужской одежды являлись нож с металлическими пряжками, подвесками, кинжал и газыри.
Как и у других народов Северного Кавказа, она изготавливалась в основном из местных материалов: шапки и шубы — из овчины, обувь — из кожи скота, шляпы, бурки — из войлока, башлыки, черкески, штаны и бешметы — из домотканого сукна.
Бешмет — повседневная и выходная одежда — представлял собой длинный кафтан, охватывающий фигуру и застёгивающийся до пояса. Бурка — колоколообразная войлочная накидка — защищала горца и его лошадь от дождя, снега и жары, служила подстилкой и одеялом. Папаха — шапка из овчины. Башлык являлся дорожным головным убором, который надевался поверх папахи.
Традиционный женский костюм — туникообразное платье, шаровары, головной убор — чухта и платки, пояс целиком серебряный либо позолоченный; из плотного материала с серебряной пряжкой впереди; нагрудное украшение из серебряных монет, налобное украшение, нашивное украшение — передник, обшитый монетами; кольца, серьги, браслеты. Украшениями служили серебряные застежки, нашивные подвески, монеты. Обувь — кожаные чувяки и шерстяные носки-джорабы с цветным орнаментом. Традиционный костюм ныне вытеснен современной одеждой.
Женская одежда наиболее ярко подчёркивала социальные различия горянок, хотя и выражала бытовавший идеал красоты — тонкую талию и плоскую грудь. Все горянки носили длинную рубаху с разрезом на груди и маленьким стоячим воротником, застёгнутым на пуговицу. Длинные рукава рубахи иногда спускались до подола. Под рубаху надевали штаны, по покрою совпадающие с мужскими. Поверх рубахи надевали платье. Женское платье было по образу и покрою с мужской черкеской. Кавказские женщины всегда носили головные уборы, платки или шарфы.

## «Друзья табасаранцев»
В городе Спрингфилд (штат Огайо) в США существует частная международная организация «Друзья табасаранцев» (Friends of the Tabasarans), основанная Филипом и Алисой Шенк в 1995-м году. Организация занимается благотворительностью. В июне 1996 года организация насчитывала 500 человек, а в 2004 году — уже 3000 чел.